# عامل نزع الميثيل
عوامل نزع الميثيل مواد كيميائية تستطيع تثبيط عملية المَثيَلَة، فيؤدي إلى التعبير عن الجينات المفرطة في المثيلة المصمتة سابقًا (انظر إلى مَثيَلَة لمزيد من التفاصيل). متشابهات السيتيدين مثل 5-أزاسيتيدين (أزاسيتيدين) و5-أزادوكسي سيتيدين (ديسيتابين) هي عوامل نزع الميثيل الأكثر استخدامًا. تعمل عن طريق تثبيط ميثيل ترانسفيراز الحمض النووي. اتّفق على كلا المركبين في علاج متلازمة خَلَلُ التَّنَسُّجِ النُّخاعِيّ من قبل إدارة الغذاء والدواء في الولايات المتحدة. يُسوّق الأزاسيتيدين والديسيتابين باسم فيدازا وداكوجن على التوالي. الأزاسيتيدين هو أول دواء اتفق عليه من قبل إدارة الغذاء والدواء لعلاج متلازمة خَلَلُ التَّنَسُّجِ النُّخاعِيّ وقد مُنح حالة الدواء اليتيم. البروكائين هو عامل نزع ميثيل الحمض النووي مع تأثيرات مثبطة للنمو في الخلايا السرطانية البشرية. يوجد العديد من عوامل نزع الميثيل التي يمكن استخدامها لمنع نمو الأمراض الأخرى.

## آلية العمل
المعروف عن آلية عمل هذه الأدوية قليل جدًا. ومع ذلك، فقد اتضح في عام 2015 أنّ الآلية المحتملة لعمل هذه الأدوية في الخلايا التي تبدأ سرطان القولون والمستقيم هي من خلال تنشيط تعبير الحمض النووي الريبوزي مزدوج السلاسل الذي يؤدي إلى تنشيط مسار التعرف على الحمض النووي الريبوزي في البروتين الخامس المرتبط بالميلانوما المتمايز وبروتين الميتوكوندريون المضاد للفيروسات الذي يحفز نوعًا من التمويه الفيروسي داخل الخلية.

## تطبيقات سريرية
يعتبر إصمات الجينات الناتج عن مَثيَلَة الحمض النووي بشكل غير طبيعي مساهم رئيسي في تكوين الأورام السرطانية. تظهر الاختلافات في مَثيَلَة الحمض النووي للخلايا الطبيعية مقارنة بالخلايا الخبيثة آليّة بارزة في كيفية تكاثر الخلايا السرطانية. هذه الاختلافات منتشرة بشكل خاص في تنظيم دورة الخلية، وإصلاح الحمض النووي، وآليات كبت الورم الطبيعية. تنبع الإستراتيجية العلاجية الرائدة في علاج الأورام الصلبة من استخدام عوامل نزع الميثيل لكبت مَثيَلَة الحمض النووي في الأورام السرطانية. الأزاسيتيدين والديسيتابين هما عاملا نزع الميثيل المستخدمان بشكل متكرر بينما الديسيتابين أكثر فعالية في قدراته على نزع الميثيل بشكل ملحوظ. كل من هذه الأدوية هي مثبطات ميثيل ترانسفيراز الحمض النووي وهي إنزيمات مسؤولة عن مَثيَلَة الحمض النووي. في عام 1970، أظهرت هذه الأدوية نتائج واعدة في سرطانات الدم في الكائنات الحية مثل الفئران. رفضت إدارة الغذاء والدواء في البداية استخدام الأزاسيتيدين سريريًا بسبب الآثار الجانبية السلبية الناجمة عن ارتفاع مستويات السمية. ومع ذلك، في التجارب السريرية اللاحقة التي أُجريت على المرضى الذين يعانون من متلازمة خَلَلُ التَّنَسُّجِ النُّخاعِيّ، قدم الأزاسيتيدين نتائج فعّالة وأظهر نتائج متسقة مما أدى إلى موافقة إدارة الغذاء والدواء عليه في عام 2004. أصبح الاسم التجاري للأزاسيتيدين فيدازا. الديسيتابين، مع الاسم التجاري داكوجن، تبعه في موافقة إدارة الغذاء والدواء عليه في عام 2006. مع اكتمال المزيد من الأبحاث في مجال الطفرات الجينية، التي تنطوي على وجه التحديد مَثيَلَة الحمض النووي، يمكن استخدام هذه الأدوية بأقصى قدر من الكفاءة لعلاج الأورام السرطانية سريريًا. اعتبارًا من عام 2017، لم تكن هناك عوامل نزع ميثيل معتمدة لعلاج الأورام الصلبة التي يمكن أن تكون محور البحث في المستقبل. يمكن أن يكون للعلاج باستخدام عوامل نزع الميثيل مزيدًا من الاستخدام السريري عن طريق استهداف الخلايا الجذعية السرطانية وتحفيز موت الخلايا المبرمج. يمكن رؤية عوامل نزع الميثيل وأهميتها في الدراسات السريرية كعلاج لسرطان الدم الليمفاوي. يمكن أيضًا استخدام البروكائين كتطوير علاجي لمنع نمو الخلايا السرطانية لدى البشر. هناك عالم جديد من إمكانيات استخدام عوامل نزع الميثيل لعلاج أمراض مختلفة مثل سرطان الدم ومداواة  للسرطان.